# Carl Green
Carl Green, född 1 januari 1894 i Flen, död 1 september 1962 i Norrköping, var en svensk ryttare.
Han blev olympisk bronsmedaljör 1920.